# رود مونا (اومبا)
رود مونا (انگلیسی: Muna) یک رودخانه در استان مورمانسک کشور روسیه است.